# Polythysana andromeda
Polythysana andromeda är en fjärilsart som beskrevs av Philippi 1860. Polythysana andromeda ingår i släktet Polythysana och familjen påfågelsspinnare. Inga underarter finns listade i Catalogue of Life.